# Concours pour la porte nord du baptistère de Florence

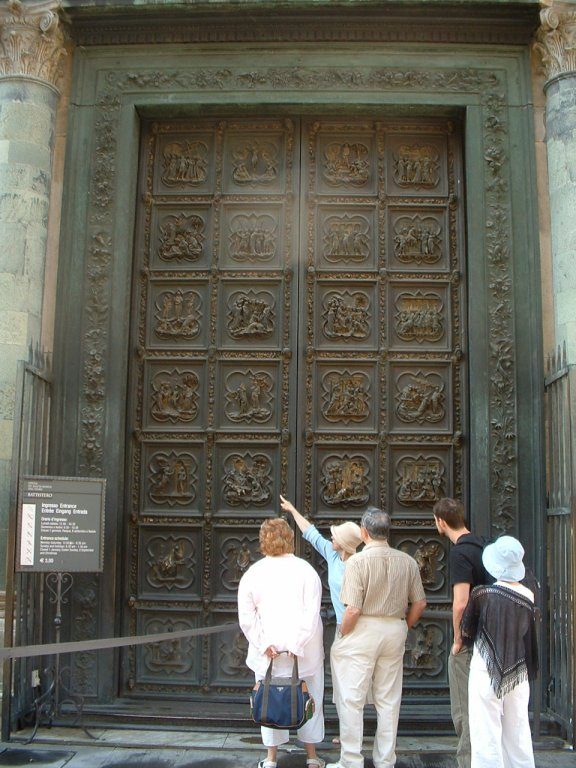
La porte nord du baptistère de Florence.

Le concours pour la porte nord du baptistère de Florence s'est tenu à Florence en 1401. La compétition, à laquelle plusieurs artistes de renom ont participé, a vu s'opposer Filippo Brunelleschi et Lorenzo Ghiberti. L'œuvre lauréate est généralement considérée comme un point de rupture entre l'art gothique et l'art de la Renaissance.

## Histoire
En 1336, Andrea Pisano a achevé la porte sud du baptistère Saint-Jean de Florence. La seconde porte n'a pas été fondue simultanément. Soixante-cinq ans plus tard, en 1401, un concours de sculpture est organisé par l'Arte di Calimala, la corporation des marchands de laine de Florence, pour donner au baptistère une porte côté nord. Le cahier des charges est le suivant : concevoir en un an un panneau de bronze inscrit dans un quadrilobé figurant l'épisode de biblique de la Ligature d'Isaac.
Sept sculpteurs plus ou moins célèbres et plus ou moins expérimentés y participent : Filippo Brunelleschi, Niccolò di Pietro Lamberti, Jacopo della Quercia, Lorenzo Ghiberti, Francesco di Valdambrino, Simone da Colle et Niccolò di Luca Spinelli. Ghiberti, natif de Florence, âgé de 23 ans, travaillait alors à Pesaro, qu'il décide de quitter pour se consacrer à sa participation. Le jury élimine cinq propositions rapidement pour ne retenir que celles de Brunelleschi et de Ghiberti. Le panneau de Ghiberti est plus abouti stylistiquement, plus léger de sept kilos, et moulé en une seule pièce à l'exception de la figure d'Isaac. C'est donc lui qui se voit attribuer le chantier de 28 panneaux. Les deux œuvres, de Brunelleschi et de Ghiberti, sont aujourd'hui exposées au musée du Bargello.

Exposées au Bargello
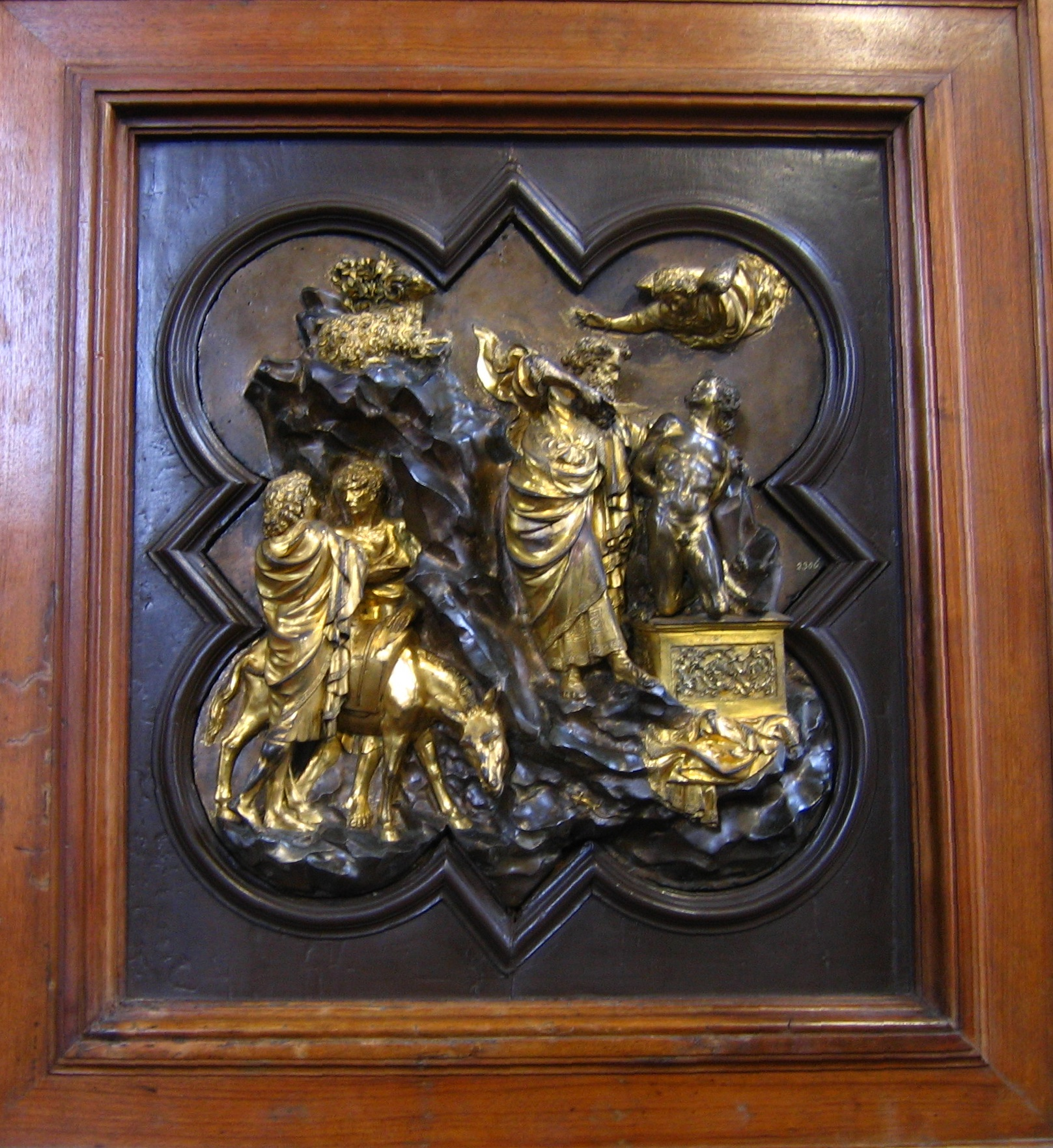
Le Sacrifice d'Isaac, Ghiberti (1401).
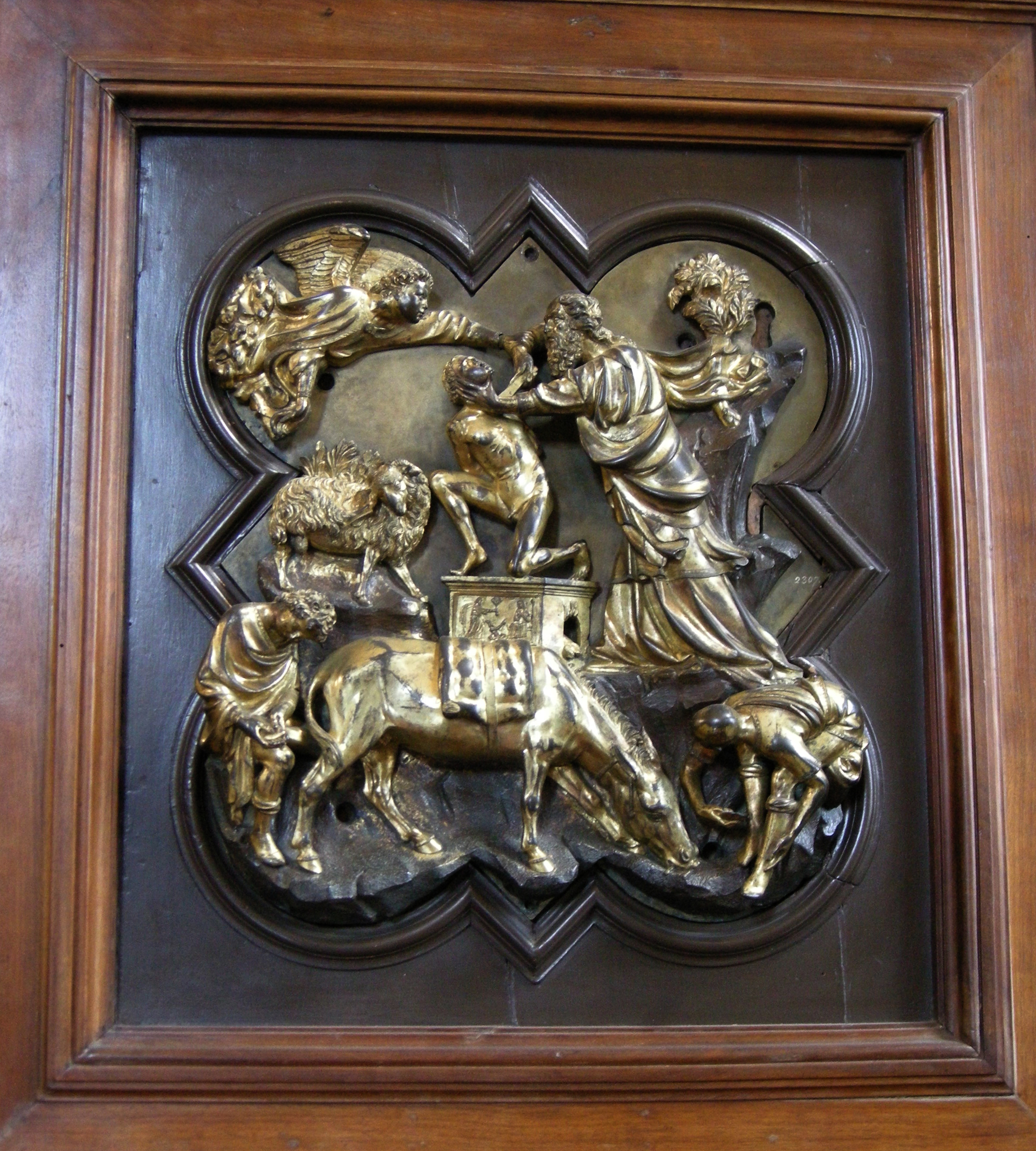
Le Sacrifice d'Isaac, Brunelleschi (1401).

Ghiberti monte un atelier en face de l'église Santa Maria Novella et, de 1403 à 1424, il se consacre à cette œuvre, avec une assiduité insuffisante aux yeux des commanditaires. La première fonte échoue et le sculpteur fait évoluer la technique.
Satisfaite, l'Arte di Calimala commande en 1425 à l'artiste la porte est du baptistère, que Michel-Ange appela Porte du Paradis.

## Tournant dans l'histoire de l'art
Ghiberti a voyagé à Rome et dans ses figures gothiques affleure le modelé à l'antique, annonciateur de ce que furent le Quattrocento et l'art de la Renaissance.